# محمد العاقب
محمد حسن العاقب (انگلیسی: Mohammed Al Aqib؛ زادهٔ ۱۳ ژانویه ۱۹۸۳) یک بازیکن فوتبال اهل قطر است.